# Secusio ansorgei
Secusio ansorgei är en fjärilsart som beskrevs av W.Rothschild 1933. Secusio ansorgei ingår i släktet Secusio och familjen björnspinnare. Inga underarter finns listade.